# Bartus Balázs
Bartus Balázs (Dunaújváros, 1990. május 30. –) magyar labdarúgó, jelenleg az FC Dabas játékosa. Kapusként játszik.

## Pályafutása
Bartus szülővárosában, Dunaújvárosban kezdte pályafutását. 2007-ben mutatkozhatott be az azóta már megszűnt Dunaújváros FC csapatában. A Soroksár SC elleni mérkőzést végigjátszotta, csapata 2–1-re nyert. A következő szezonban a Győri ETO tartalékegyütteséhez igazolt. Ott nem kapott lehetőséget, ezért a következő szezonban visszatért Dunaújvárosba, ahol az NB II-ben 6 meccsen játszhatott. Ezután megfordult a Paksi FC és a BFC Siófok csapatainál, de nem játszhatott bajnokin. 2011-ben a Dunaújváros PASE csapatába igazolt, akik a másodosztályban szerepeltek, ahol 2 meccsen lépett pályára, majd kiestek a NB III-ba. Ott Milinte Árpád mögött cserekapus volt, de egyszer sem játszott. A szezon végén feljutottak a másodosztályba, majd a 2013–14-es szezonban az élvonalba, de Bartus csak volt csapata, a Siófok ellen játszott. Nyáron távozott a dunaújvárosiaktól, és a harmadosztályú FC Dabas gárdájához szerződött.

## Külső hivatkozások
- MLSZ
- HLSZ